# Предраг Капор
Др Предраг Капор је дипломирао 1977. године на Економском факултету у Београду, на смеру Спољна трговина. Последипломске студије је завршио 1985. године, смер Међународна економија, а докторирао 2003., све на Економском факултету у Београду.
Завршио је специјалистичке курсеве из области банкарства, интерне ревизије и предузетничког рачуноводства. Банкарски испит положио у Удружењу банака 1979. године.
Од 1979. ради у Фонду за кредитирање и осигурање извозних послова, а затим Југословенској банци за међународну економску сарадњу, а 1984-1986. у Републичком комитету за економске односе са иностранством Републике Србије. 1986-1987. у Савезном министарству за иностране послове, а 1987-1991. обавља послове секретара за економске послове југословенској амбасади у Бону, СР Немачка. 1991-1993. у Министарству за економске односе са иностранством Републике Србије, а 1993. и у Савезном министарству за трговину. 1996-2001. поново у Југословенској банци за међународну економску сарадњу. 2000-2005. радио за компанију Дунав осигурање а. д. Београд.
Од 2005. предаје на Факултету за пословне студије у Београду предаје предмете Међународно банкарство и Међународне пословне финансије.
Обављао је функције:
- председника Управног одбора Еуродила, предузећа за спољну и унутрашњу трговину;
- председника Управног одбора Јубмес брокера, берзанског посредника брокерског и дилерског начина трговине;
- члана Управног одбора Енергопројект-Гаранта, акционарског друштва за осигурање и реосигурање;
- члана и председника Кредитног одбора Југословенске банке за међународну економску сарадњу;
- члана Управног одбора Дунав-ТБИ АД, првог фонда за пензијско осигурање.

Ванредни је члан Научног друштва економиста, овлашћени заступник у осигурању и стални судски вештак за економско-финансијску област.
Предмети по факултетима:
- Факултет за пословне студије у Београду: Међународно банкарство и Међународне пословне финансије на дипломским студијама, и Међународно банкарство и финансије на последипломским.

## Дела
- 1992. Основе спољнотрговинског пословања, НИКИ, Београд.
- 1994. Оснивање предузећа у иностранству, Интермекс, Београд.
- 1995. Спољна трговина, Интермекс, Београд.
- 1995. Страна улагања у Југославију, Интермекс, Београд.
- 1995. Бизнис подсетник за менаџере, Интермекс, Београд.
- 1996. Компензациони послови са иностранством, Пословни биро, Београд.
- 1996. Водич за спољнотрговинско пословање и праксу, Пословни биро, Београд.
- 1996. Заступање страних фирми у Југославији, Пословни биро, Београд.
- 1997. Концесије и БОТ модел реализације пројеката, Пословни биро, Београд.
- 1999. Водич за међународно привредно пословање, Пословни биро, Београд.
- 2000. Улагање страног капитала у Југославију, Интермекс, Београд.
- 2001. Спољнотрговински уговори о продаји, заступању, дистрибуцији, компензационим и комисионим пословима, Пословни биро, Београд.
- 2002. Улагањем страног капитала у Југославији, Интермекс, Београд.
- 2002. Приручник за економско-финансијске односе и спорове, Пословни биро, Београд.
- 2004. Међународно финансирање инфраструктурних пројеката, Интрамекс, Београд.
- 2004. Основе пословања у осигурању, Пословни биро, Београд.
- 2004. Мали енглеско-српски речник осигурања, Дунав-ТБИ, Београд.
- 2004. Међународно финансијско и девизно пословање, Пословни биро, Београд.
- 2005. Међународне пословне финансије, Универзитет Мегатренд, Београд.
- 2005. Банкарство са основама банкарског пословања и међународним банкарством, Универзитет Мегатренд, Београд.

Коаутор:
- 1992. Како пословати са СР Немачком, Експортпрес, Београд.
- 1993. Спољнотрговинско пословање за предузетнике, Беопрес, Београд.
- 1993. Каталог типских текстова међународних уговора и гаранција, Интермекс, Београд.
- 1993. ИНТЕРАКТА-каталог готових модела уговора и других аката, Интермекс, Београд.
- 1994. Компрензациони и други послови са иностранством, Интермекс, Београд.
- 1995. Investing in YU, Jugoslaviapublik, Београд.